# Creu de Sant Jordi
|  | Per a altres significats, vegeu «Creu de Sant Jordi (desambiguació)». |

Creu de sant Jordi

La creu de sant Jordi és una creu vermella sobre un fons blanc. S'utilitza com a bandera d'Anglaterra, Gènova i també figura en l'escut de Barcelona, en l'escut d'Aragó (creu d'Alcoraz), en els de les ciutats de Coblença, Friburg de Brisgòvia, Londres i Milà, de l'estat alemany de Renània-Palatinat, a la bandera de Geòrgia i en el de la regió de Sardenya.

## Història
La creu de sant Jordi era enarborada al principi per la República de Gènova, que controlava el comerç marítim mediterrani al voltant del segle xi. Anglaterra va sol·licitar permís per enarborar-la en els seus vaixells de tal manera que estiguessin protegits per navegar pel Mediterrani i el mar Negre. Més tard, va esdevenir insígnia de la Royal Navy, potència marítima que arribaria a ser posteriorment la més important del món. Va quedar incorporada així a la bandera britànica, que més tard colonitzaria territoris dels cinc continents. Fins i tot avui forma part de gran quantitat d'insígnies nacionals. Així mateix, en els seus últims dies també va formar part de l'emblema de l'Imperi Romà d'Orient i del rei Ramir I d'Astúries.
També és la bandera nacional de Geòrgia i de Sardenya, així com l'escut de Londres, Milà, Gènova, Bolonya i Mont-real, entre d'altres. A l'estat espanyol, apareix representada en els escuts d'Aragó, Barcelona i Almeria, així com en les banderes d'Almeria capital i les tres províncies aragoneses Saragossa, Osca i Terol. Alguns municipis, com Valdecaballeros (Extremadura) i Alcoi (País Valencià) també la porten en el seu escut.

## Galeria

### Escuts

Escut de Londres
Escut de Milà
Escut de Gènova
Escut de Pàdua
Escut d'Aragó
Escut de Barcelona
Escut antic de la Generalitat de Catalunya
Distinció de la Generalitat de Catalunya
Escut de Coblença
Escut de Friburg de Brisgòvia
Escut d'Almeria
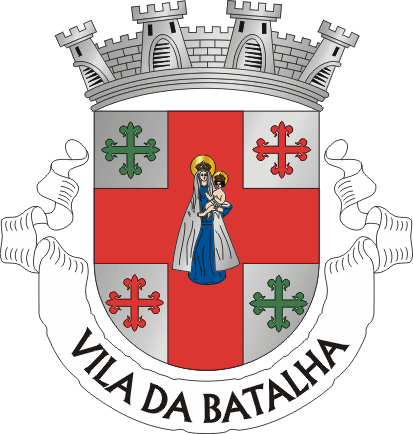
Escut de Batalha
Escut de Valdecaballeros
Escut d'Alberta
Escut de Manitoba
Escut d'Ontario

### Banderes

República de Gènova
Anglaterra
Marina Reial Britànica
Regne Unit
Irlanda del Nord (no oficial)
Imperi Romà d'Orient
Rei Ramir I d'Astúries
Geòrgia
Província de Saragossa
Província de Terol
Província d'Osca
Valdecaballeros
Sardenya
Tudela
Almeria
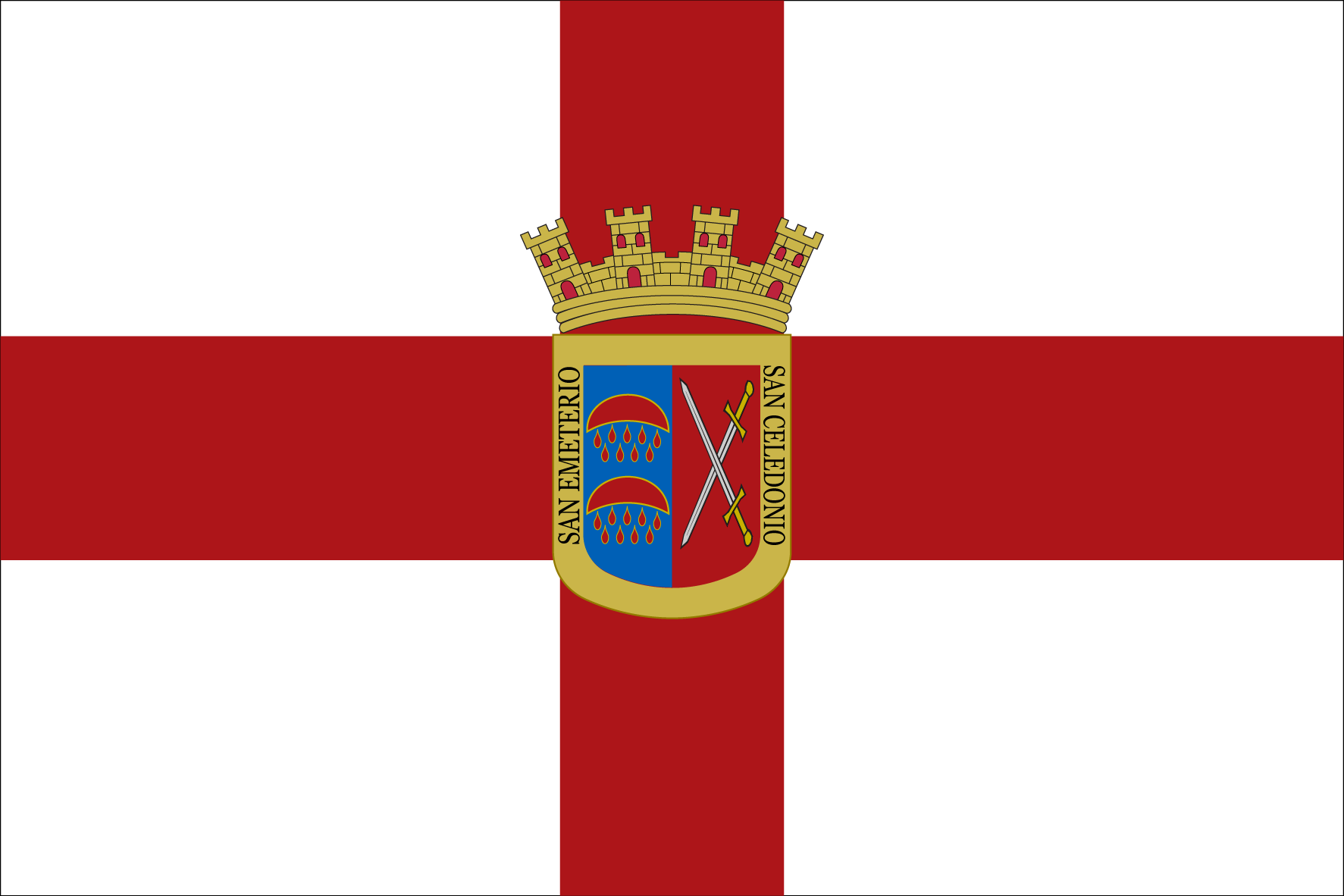
Calahorra
Mont-real
Brigada "Almogàvers" paracaigudista (Revers)